# Angraecum sterrophyllum
Angraecum sterrophyllum är en orkidéart som beskrevs av Rudolf Schlechter. Angraecum sterrophyllum ingår i släktet Angraecum och familjen orkidéer. Inga underarter finns listade i Catalogue of Life.